# Angelo Rossini (arcivescovo)
Angelo Rossini (San Biagio d'Argenta, 8 settembre 1890 – 5 ottobre 1965) è stato un arcivescovo cattolico italiano.

## Biografia
Nacque l'8 settembre 1890 a San Biagio d'Argenta e fu ordinato sacerdote il 16 luglio 1915.
Il 18 luglio 1942 papa Pio XII lo nominò vescovo ausiliare di Ravenna, assegnandogli la sede titolare di Germa di Galazia. Il 10 marzo 1947 lo stesso papa lo nominò arcivescovo di Amalfi. Partecipò alle prime tre sessioni del Concilio Vaticano II. Morì il 5 ottobre 1965.

## Genealogia episcopale
La genealogia episcopale è:
- Cardinale Scipione Rebiba
- Cardinale Giulio Antonio Santori
- Cardinale Girolamo Bernerio, O.P.
- Arcivescovo Galeazzo Sanvitale
- Cardinale Ludovico Ludovisi
- Cardinale Luigi Caetani
- Cardinale Ulderico Carpegna
- Cardinale Paluzzo Paluzzi Altieri degli Albertoni
- Papa Benedetto XIII
- Papa Benedetto XIV
- Papa Clemente XIII
- Cardinale Marcantonio Colonna
- Cardinale Giacinto Sigismondo Gerdil, B.
- Cardinale Giulio Maria della Somaglia
- Cardinale Carlo Odescalchi, S.I.
- Cardinale Costantino Patrizi Naro
- Cardinale Lucido Maria Parocchi
- Papa Pio X
- Papa Benedetto XV
- Arcivescovo Antonio Lega
- Arcivescovo Angelo Rossini